# Индекс автомобильных номеров Люксембурга

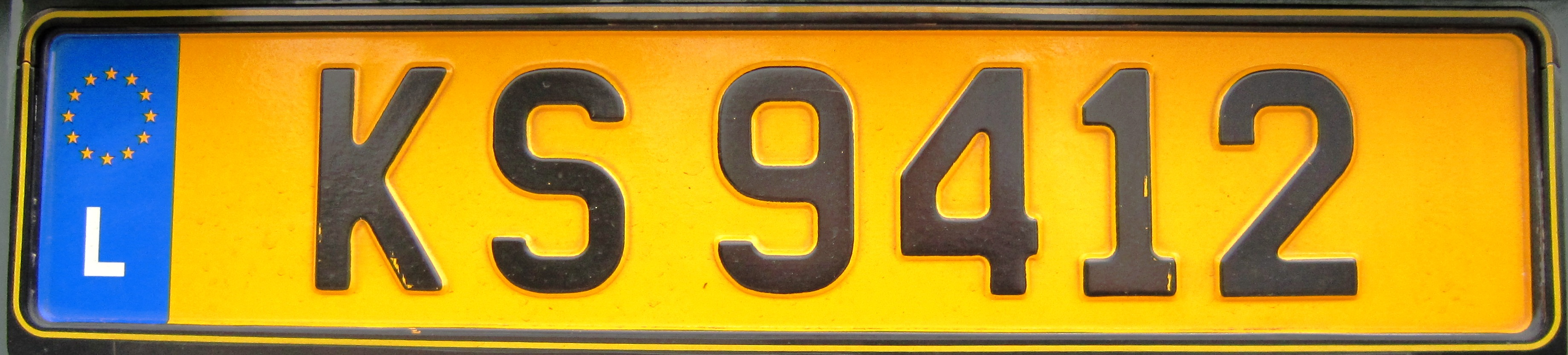
Современный люксембургский регистрационный номер.

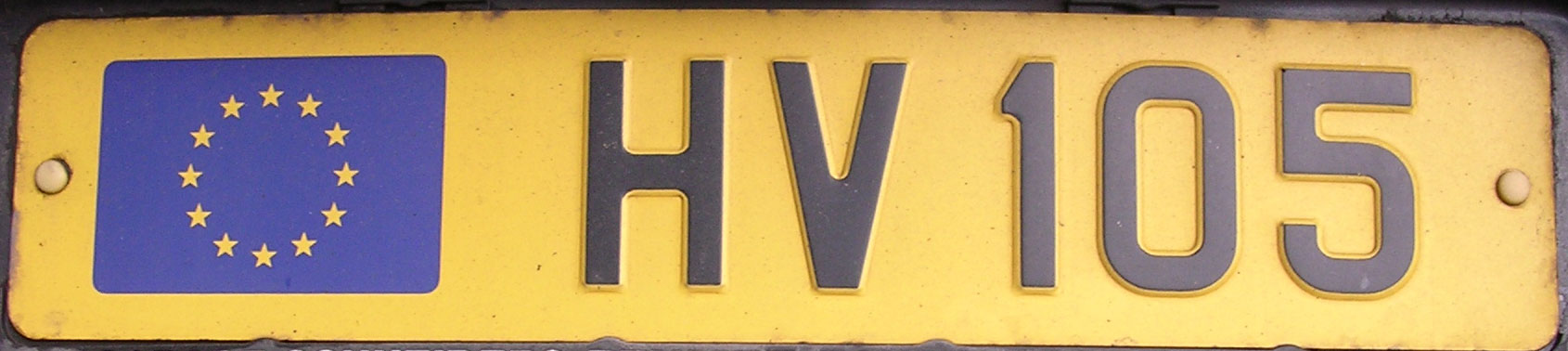
Регистрационный номер старого образца.

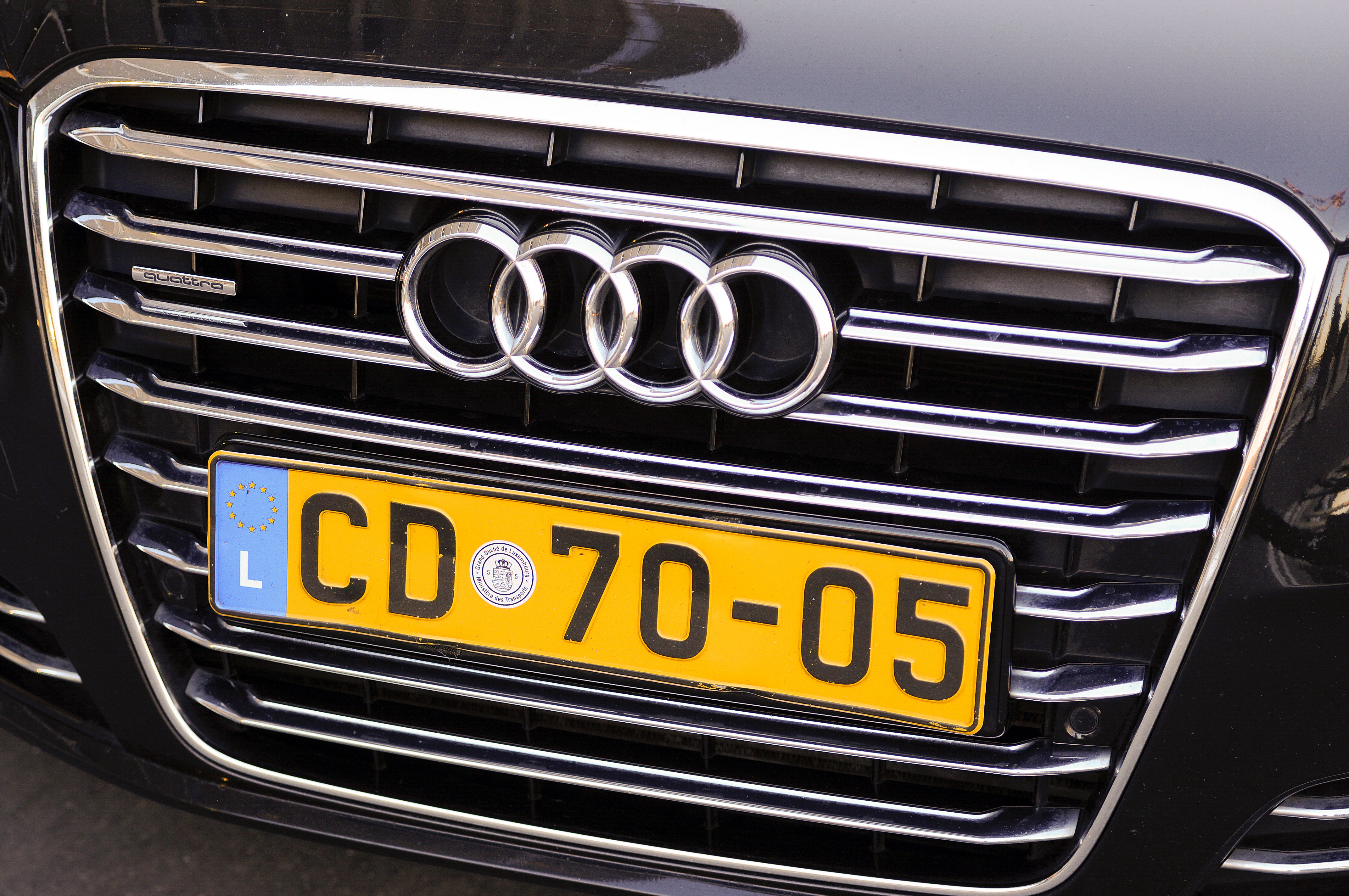

Регистрационный номерной знак Люксембурга изображается чёрным шрифтом на жёлтом фоне. Регистрационный номер автомобиля привязан к транспортному средству. Как правило, автомобили в Люксембурге продаются уже с установленными номерными знаками. Номерные знаки используются в Люксембурге с 1895 г.

## Оформление знака
С 17 июня 2003 года и по настоящее время согласно новому регламенту выпускаемые регистрационные номера состоят только из 6 знаков (2 буквы, 4 цифры). Цифровое обозначение может начинаться с одного или более нулей (например,  XY 0008). С левого края на номерном знаке изображается синяя вертикальная полоса с буквой L (международный автомобильный код Люксембурга) и со звёздами европейского флага.

## Специальные номера

### Мопедные номера
Мопедный номер изображается чёрными буквами на жёлтом фоне. На номере присутствуют две буквы и две цифры, номер записывается в две строки: сверху буквы, снизу - цифры. Синяя европейская полоса располагается либо слева вертикально, либо сверху горизонтально.

### Экспортный номер
Люксембургский экспортный номерной знак образца 2003 года выглядит следующим образом: на жёлтом фоне чёрным шрифтом написаны 1. срок истечения действия номера в виде дроби (сверху номер месяца, снизу две последние цифры года); 2. четыре цифры; 3. буквы "EXP" написанные сверху вниз.

### Именные номера
По желанию за определённую плату владелец транспортного средства может заказать индивидуальные номерные знаки с желаемым текстом. При уплате определённого взноса подобные номера не привязываются к транспортному средству, а остаются у владельца пожизненно. Даже после продажи старого и покупке нового транспортного средства владелец в праве установить свой персонализированный номер на новое транспортное средство зарегистрированное на его имя. 

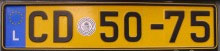
дипломатический номер

### Дипломатические номера
Для автомобилей дипломатического корпуса в Люксембурге зарезервировано буквенное обозначение "CD" (фр. corps diplomatique) в начале номерного знака, затем идут четыре цифры - по две через дефис (например,  CD 01-02). Между буквенной и цифровой частью помещается эмблема транспортного министерства Люксембурга.

### Номера для такси
С 1988 по 2002 год на автомобили такси устанавливались стандартные номера серии "JJ" (вид номеров:  JJ 123).

### Номера вооружённых сил
Армейский транспорт, как и служебные машины высокопоставленных офицеров обозначается номерами с белым шрифтом на чёрном фоне, слева от цифрового обозначения присутствует эмблема вооружённых сил Люксембурга. Данные номера схожи по оформлению с номерными знаками, выпускавшимися до Второй мировой войны, за исключением эмблемы ВС.

### Номера двора герцогства
Для двора Великого Герцогства зарезервированы особые номера (к примеру, CB для "Château de Berg" - Замок Берг, с четырёхзначным числом на жёлтом фоне). Для специальных случаев существуют двухцветные номера, нижняя часть которых окрашена в оранжевый, а верхняя - в голубой цвет (синий и голубой - цвета дома фамилии Великого Герцогства). Часто такие знаки содержат от одной до двух цифр. Другие автомобильные номера подобного рода состоят только из двух цифр на жёлтом фоне, в левом краю же вместо обозначения страны изображён герб Великого Герцогства.

## Старые номера
Старые автомобильные номера (до сих пор находятся в употреблении) оформлялись следующим образом:
- две буквы, три цифры (MK 286)
- одна буква, четыре цифры (P 1234)
- пять цифр (12345)
- четыре цифры (1234)
- три цифры (987)

В промежутке между 1988 и 2003 годами на номерах изображался европейский флаг.
Если снятое с регистрации транспортное средство с ещё не снятыми номерными знаками регистрируется заново, то данному транспортному средству всё равно выдаются новые номерные знаки (в случае, если на старом номерном знаке менее 6 знаков и это не индивидуальный номерной знак).
До сих пор на дорогах можно встретить много номеров старого образца с двумя буквами и тремя цифрами (например, XY 123), но вследствие того, что номера заменяются новыми при каждой регистрации и перерегистрации транспортного средства, их становится заметно меньше.
Номера более старого образца изображались белым шрифтом на чёрном фоне.

## Выдача номеров
Регистрационные номера в Люксембурге выдаёт организация под названием SNCT (фр. Société Nationale de Contrôle Technique — Национальное Общество Технического Контроля), которая также осуществляет технический осмотр транспортных средств Люксембурга.